# Аврорин, Валентин Александрович
Валенти́н Алекса́ндрович Авро́рин (10 [23] декабря 1907 год, Тамбов — 26 февраля 1977, Ленинград) — советский лингвист, доктор филологических наук, профессор, член-корреспондент АН СССР (1964). Специалист в области тунгусо-маньчжурских языков и в том числе нанайского языка. Исследователь проблем типологии, сравнительно-исторического языкознания, социолингвистики.

## Биография
В 1930 году окончил историко-этнологический факультет Ленинградского госуниверситета.
В 1956 году защитил диссертацию на соискание учёной степени доктора филологических наук («Грамматика нанайского языка. Ч. 1. Введение и морфология»).
Профессор кафедры общего языкознания гуманитарного факультета Новосибирского университета, первый декан факультета.
26 июня 1964 года избран членом-корреспондентом АН СССР.
Супруга — филолог-северовед Елена Павловна Лебедева.
Умер в 1977 году. Похоронен на Северном кладбище.

## Основные работы
- Очерки по синтаксису нанайского языка (под ред. академика И. И. Мещанинова, Л., 1948);
- Основные правила произношения и правописания нанайского языка, Л., (1957);
- Грамматика нанайского языка (т. 1—2, 1959—1961);
- О классификации тунгусо-маньчжурских языков // XXV Международный конгресс востоковедов. Доклады делегации СССР. М., (1960);
- Языки и фольклор народов сибирского Севера (1966);
- Орочские сказки и мифы. Новосибирск, (1966, сост.);
- Орочский язык // Языки народов СССР. Т. 5. Монгольские, тунгусо-маньчжурские и палеоазиатские языки, Л., (1968);
- Нанайский язык // Языки народов СССР. Т. 5. Монгольские, тунгусо-маньчжурские и палеоазиатские языки, Л., (1969);
- Проблемы изучения функциональной стороны языка. (К вопросу о предмете социолингвистики), Л., (1975);
- Орочские тексты и словарь. Л., (1978, в соавт. с Е. П. Лебедевой);
- Синтаксические исследования по нанайскому языку. Л., (1981);
- Материалы по нанайскому языку и фольклору. Л., (1986);
- Грамматика маньчжурского письменного языка. СПб., (2000);
- Грамматика орочского языка. Новосиб., (2001, в соавт. с Б. В. Болдыревым).